# Olmet-et-Villecun
Olmet-et-Villecun är en kommun i departementet Hérault i regionen Occitanien i södra Frankrike. Kommunen ligger i kantonen Lodève som tillhör arrondissementet Lodève. År 2022 hade Olmet-et-Villecun 166 invånare.

## Befolkningsutveckling
Antalet invånare i kommunen Olmet-et-Villecun
Referens:INSEE